# Rickard Öqvist
Rickard Öqvist född 1982 i Stockholm är en före detta svensk ishockeyspelare.
Öqvist är hockeyfostrad i Södertälje SK och Djurgårdens IF. Han kom till Södertälje SK säsongen 00-01 som 17-åring. Han var under sin juniortid i SSK en av lagets viktigaste spelare tillsammans med Mats Christeen (i dag i AIK) och Dragan Umicevic (i dag i Djurgårdens IF). I juniorlaget bildade Öqvist och Christeen ett fruktat backpar som stod för enormt mycket både offensivt och defensivt. Öqvist lyckades aldrig riktigt slå sig in i Södertäljes elitserielag.
Öqvist har även spelat i Chicago Wolves i AHL, ett farmarlag till Atlanta Thrashers i NHL och i Mississippi Sea Wolves i ECHL, farmarlag till New York Islanders i NHL. 
Under lockoutsäsongen spelade han i italienska HC Torino i Serie A.
På grund av skador slutade Öqvist sin aktiva karriär efter säsongen 2004-05.